# Darrian Douglas
Darrian Douglas (* um 1985 in Jackson, Mississippi) ist ein US-amerikanischer Jazzmusiker (Schlagzeug) des Modern Jazz.

## Leben und Wirken
Douglas hatte in seinem Heimatort im Alter von elf Jahren Unterricht am Academic and Performing Arts Center bei Perry Combs, dann bei Alvin Fielder, London Branch und Chad Anderson; letztere beiden fungierten auch als seine Mentoren. 2008 zog er nach New Orleans, wo er mit Greggory Agid (Mystery Blues) spielte und Schlagzeuger im Ellis Marsalis Quartett war, mit dem er 2011 auf dem New Orleans Jazz & Heritage Festival gastierte (Mitschnitt). Er arbeitete bis 2012 in New Orleans mit der von ihm geleiteten Formation The Session (mit Stephen Lands, James Partridge, Austin Johnson, Jasen Weaver), mit der auch erste Aufnahmen entstanden (This Is Who We Are, 2012). 2019 folgte das Album Collusion. Zum Ende des Jahres 2012 zog er nach New York City, wo er u. a. mit Jason Marsalis, Fima Chupakhin und Sergey Avanesov (u. a. im Smalls) spielte. Weiterhin trat er mit Wynton Marsalis, Victor Goines, Irvin Mayfield, Godwin Louis, Jazzmeia Horn, Joe Temperley, Germaine Bazzle, Jessie McBride und Topsy Chapman auf.
Seit 2020 gehört Douglas dem Corey Wallace DUBtet an; weiterhin leitet er The Session und die Darrian Douglas Unity Band, der Jon Beshay (Tenorsaxophon), Willerm Delisfort (Piano) und John Sims (Bass) angehören. Auch ist er Mitglied in der Band der Trompeterin Bria Skonberg, mit der er auch aufnahm und international tourte.
Im Bereich des Jazz war Douglas Tom Lord zufolge zwischen 2012 und 2018 an sechs Aufnahmesessions beteiligt, etwa mit der Sängerin Kristina Koller (Perception, 2018), EP At the Poli Club (2019).
Douglas unterrichtete Perkussionsklassen am New Orleans Center for Creative Arts. Er ist auch in der Musikdokumentation One Note at a Time (2016) zu sehen.